# Guerre Zhili-Anhui
La guerre Zhili-Anhui (直皖戰爭) est un conflit entre les deux plus importantes cliques des seigneurs de la guerre chinois qui embrasa la République de Chine en 1920. La clique du Zhili contestait la domination de la clique de l'Anhui dans le gouvernement de Beiyang.

## Prélude
Les tensions entre les deux factions sont apparues au cours du Mouvement de protection de la constitution de 1917. Duan Qirui, le seigneur de la guerre de la clique de l'Anhui, était un partisan d'une politique agressive contre les cliques chinoises méridionales afin de restaurer l'unité du pays. Devenu le premier ministre du pays, il préconisait l'usage de la force militaire pour éliminer les seigneurs de guerre locaux de la Chine. La clique du Zhili, elle, était partisane d'une politique de conciliation avec les seigneurs de guerre, en négociant et trouvant des compromis pour mieux rassembler les cliques chinoises rivales par un soutien politique et financier. Duan Qirui refusa de reconnaître les efforts du Zhili, et continua à favoriser dans les plus hauts rouages de l'État ses propres officiers au détriment des autres cliques.

## L'expédition de Mongolie et le problème du Shandong
Après la constitution de facto de sa propre armée privée financée par les prêts Nishihara, il lança une expédition pour briser l'autonomie de la Mongolie extérieure et du Tannu-Touva (1919) et organise l'occupation de la Mongolie. Se sentant menacée, la clique du Fengtian, qui contrôlait la Mandchourie, s'allia avec la clique de Zhili. Toutes deux tentèrent de créer une coalition avec d'autres cliques chinoises menacées par les armées de l'Anhui. 
En effet, la clique de Fengtian et la clique de Zhili s'inquiétaient de l'accroissement territorial de la clique de l'Anhui qui, après l'occupation de la Mongolie extérieure, poussa son avantage pour rallier à elle les provinces du Sichuan, du Hunan, de l'Anhui, du Zhejiang et de Fujian. La province du Henan résista à la pression. De fait, les cliques de Zhili et de Fengtian se sentirent encerclées et menacées. C'est pourquoi elles manœuvrèrent pour contrecarrer l'expédition chinoise en Mongolie extérieure.  
Obtenant le soutien des Britanniques et des Américains, les cliques du Zhili et de Fengtian poussèrent le Président chinois Xu Shichang à démettre le général Xu Shuzheng, commandant de l'expédition en Mongolie. Ayant publiquement été désavoués et humiliés mais soutenus par une coalition hétéroclite d'alliés, le général Xu Shuzheng et Duan Qirui se préparent pour la guerre.
La clique d'Anhui, dans le même temps, tentait de résoudre le problème du Shandong.  Le traité de Versailles de 1919 accorda au Japon la possession de péninsule de Shandong et la concession de Qingdao, alors colonie allemande. L'indignation de l'opinion publique suscita le mouvement du 4 mai et jeta le discrédit sur la clique de l'Anhui incapable de s'opposer à la volonté des Occidentaux et accusé de complicité avec les Japonais. Profitant de l'indignation populaire, Wu Peifu, seigneur de la clique du Zhili, mène une campagne de télégrammes pour discréditer Duan Qirui, exigeant la fin du contrat d'armement avec le Japon, la résiliation des prêts japonais, la renégociation à Paris des articles du traité de Versailles. Il accuse également Duan Qirui de refuser d'ouvrir les négociations avec la clique de Guangdong, empêchant ainsi la réunification du pays. 
Affaiblie, la clique de l'Anhui subit un autre revers politique. Durant l'hiver 1919 , le gouvernement central connut une longue crise lorsque Duan Qirui tenta de se débarrasser de son premier ministre mais dut y renoncer sous la pression de Zhang Zuolin. Pourtant, dès mars 1920, il tenta à nouveau de le faire démettre, provoquant une nouvelle fois une crise interne gouvernementale. Duan Qirui dut se retirer à la périphérie de Pékin, montrant ainsi l'affaiblissement de son autorité.
Finalement, en novembre 1919, la clique du Zhili, dirigée par le général Wu Peifu, rencontre des représentants de Tang Jiyao, seigneur de la guerre de la clique du Yunnan, et de Lu Rongting, seigneur de la guerre de 'l'ancienne' clique du Guangxi à Hengyang, où ils signèrent un traité intitulé "Ébauche du Salut National Alliés Armée" (救国同盟军草约). Ceci a constitué la base d'une véritable coalition anti-Anhui. Toutefois, dès 1920, l'ancienne clique du Guangxi était accaparée par la guerre de Yue-Gui. En avril 1920, durant une cérémonie commémorative à Baoding en souvenir de soldats morts dans le Hunan, le dauphin de Duan Qirui à la tête de la clique de Zhili, Cao Kun, s'allia aux seigneurs de guerre du Hubei, Henan, Liaoning, Jilin, Heilongjiang, Jiangsu, et du Jiangxi contre la clique de l'Anhui. Le conflit devenait inévitable et chaque camp s'armait pour la guerre à venir.

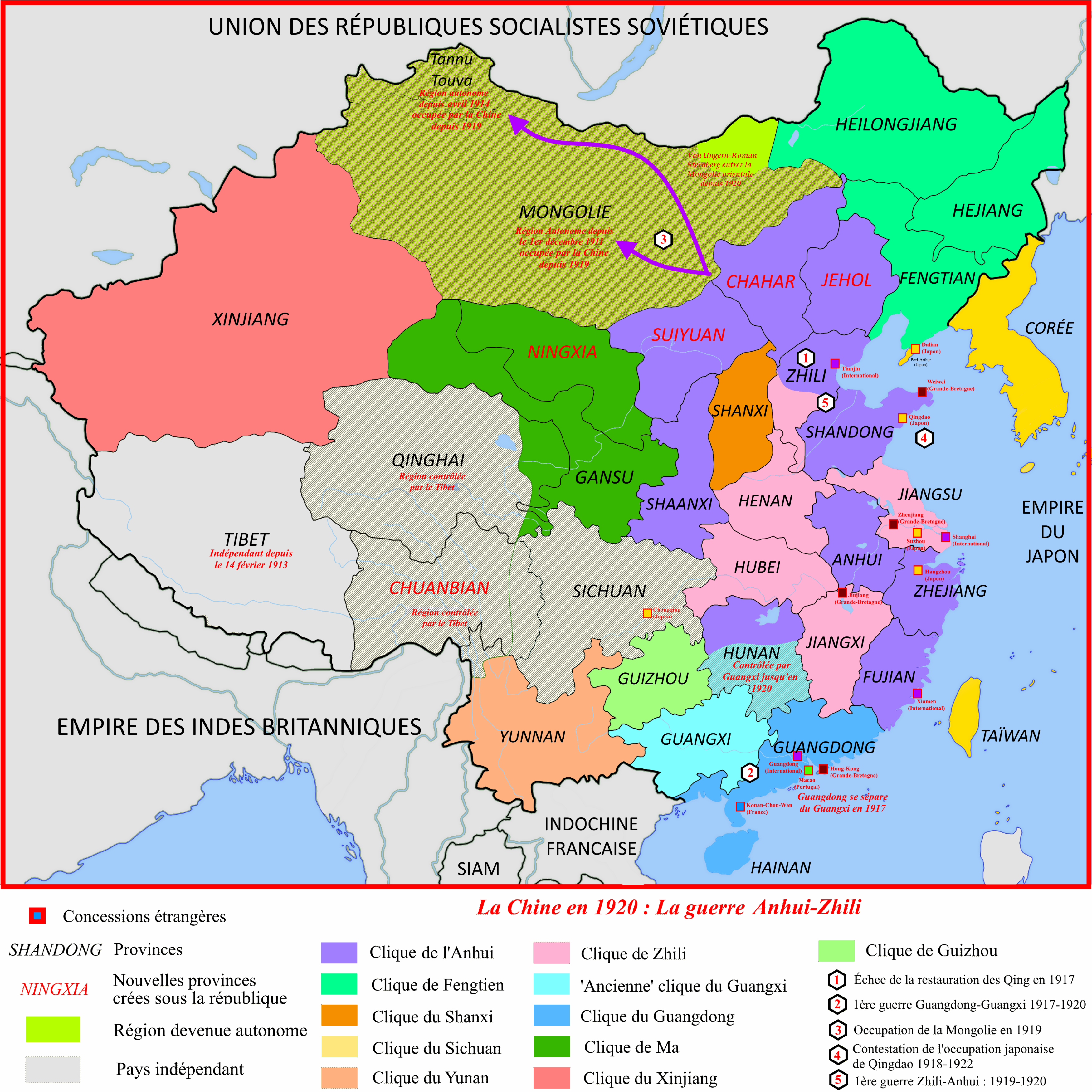
Carte de la Chine en 1920

## Le télégramme de Paoting-fu
De nombreux seigneurs de la guerre chinois - comme Cao Kun, Zhang Zuolin, Wang Zhanyuan, Shun Li, Chen Guangyuan, Zhao Ti et Ma Fuxing - ont signé une déclaration commune dénonçant la volonté hégémonique due la clique de l'Anhui et de son bras armé, le Anfu Club, dirigé par Xu Shuzheng et Duan Qirui. Cette dénonciation a été largement diffusée dans toute la Chine par l'intermédiaire d'un télégramme dit de 'Paoting-fu' expédié le 12 juillet 1920. Ainsi, la clique du Zhili regroupait autour d'elle la clique de Fengtian, de Yunnan, du Hubei et de la clique de Ma.

## Plans stratégiques
Au début de juillet 1920, la clique de l'Anhui disposait de cinq divisions et quatre brigades combinées qui formaient l'Armée Nationale de Stabilisation (定国军), avec Duan Qirui à sa tête. L'armée se déploya sur deux fronts : à l'ouest pour couvrir les régions de Zhuozhou, le xian de Laishui (en chinois : 水涞) et le xian de Gu'an (en chinois : 固安); tandis que le front de l'est permettait de couvrir les xian de Liang (chinois : 梁) et le Temple du pôle Nord (en chinois : 北极 庙, pinyin : Beijimiao).
L'armée de Zhili et de ses alliés comportent une division et neuf brigades combinées qui forment "l'Armée de l'Élimination des Traîtres" (en chinois 讨逆军), dirigée par Wu Peifu. Elle se déploya également sur deux fronts : la première sur une zone orientale de la région de Yang (杨) et la seconde à l'ouest dans la région de Gaobeidian (高碑) près de Pékin. Pendant ce temps, Zhang Zuolin ordonnait à un détachement de ses troupes d'entrer dans Shanhaiguan, en y prenant position.

## Déroulement de la guerre
Le 14 juillet 1920, l'armée de l'Anhui lance l'offensive contre celle de Zhili sur les deux fronts. Les troupes de Zhili doivent abandonner Gaobeidian (高碑). Deux jours plus tard, avec l'aide de troupes japonaises, l'armée de l'Anhui s'empara de Yang (杨), forçant les forces du Zhili à former en urgence une seconde ligne de défense dans la région du Beicang (北仓) qui finalement stoppa l'offensive de l'Anhui.
Le 17 juillet Wu Peifu dirige personnellement la contre-offensive Zhili en exécutant une audacieuse manœuvre de débordement de l'ennemi et parvint à prendre tout l'ouest de la province d'Anhui, capturant les troupes de premières lignes de l'Anhui dirigées par Qu'Tongfeng (曲同丰). Après la prise de la ville de Zhuozhou, Wu a poursuivi l'ennemi qui battit en retraite vers Pékin. À l'exception de la 15e Division, le reste de l'armée de l'Anhui sur le front de l'ouest a été anéantie. Le même jour, l'armée de la clique du Fengtian lance son assaut sur le front de l'est. À la nouvelle de la capture de tout l'Anhui occidental par l'ennemi, le chef d'état-major Xu Shuzheng s'enfuit de Langfang à Pékin, en abandonnant ses troupes aux prises de l'armée combinée des cliques de Fengtian et de Zhili.
Le 19 juillet 1920, Duan Qirui réalise que la guerre est perdue et démissionne. Le 23 juillet, les forces combinées de la clique de Fengtian et de Zhili entrent à Nanyuan (南苑) et reprennent Pékin. La clique de l'Anhui, totalement défaite, capitule alors.

## Conséquences

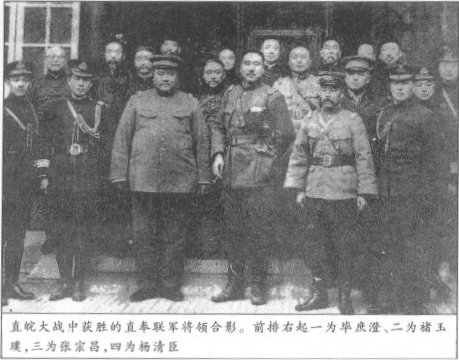
La photo des généraux de l'armée unie Zhili-Fengtian après la guerre Zhili-Anhui

En un peu plus d'une semaine de combats, les puissantes forces de la clique de l'Anhui sont dispersées et la débâcle militaire entraîne un considérable affaiblissement de la clique de l'Anhui et de l'Armée de Beiyang. Wu Peifu acquiert à l'échelle nationale une renommée et une gloire qui permettent à la clique du Zhili, soutenue par celle de Fengtian, de s'emparer du gouvernement central et de former un gouvernement commun. Cette suprématie durera jusqu'au déclenchement de la première guerre Zhili-Fengtian en 1922.